# فيرنر جاكوبس
فيرنر جاكوبس (بالألمانية: Werner Jacobs)‏ هو مونتير وكاتب سيناريو ومخرج ألماني، ولد في 24 أبريل 1909 في برلين في ألمانيا، وتوفي في 29 يناير 1999 في ميونخ في ألمانيا.

## وصلات خارجية
- فيرنر جاكوبس على موقع IMDb (الإنجليزية)
- فيرنر جاكوبس على موقع ألو سيني (الفرنسية)
- فيرنر جاكوبس على موقع أول موفي (الإنجليزية)
- فيرنر جاكوبس على موقع قاعدة بيانات الأفلام السويدية (السويدية)
- فيرنر جاكوبس على موقع قاعدة بيانات الفيلم (الإنجليزية)
- فيرنر جاكوبس على موقع كينوبويسك (الروسية)